# 電氣隔離

变压器是最常用來作電氣隔離的設備

光電耦合元件是數位電路中常用的電氣隔離設備

標準雙列直插封裝中光電耦合元件，平面（上方）及矽圓頂（下方）配置的截面圖。LED（紅色）和感測器（綠色）的大小都比實際大小要大

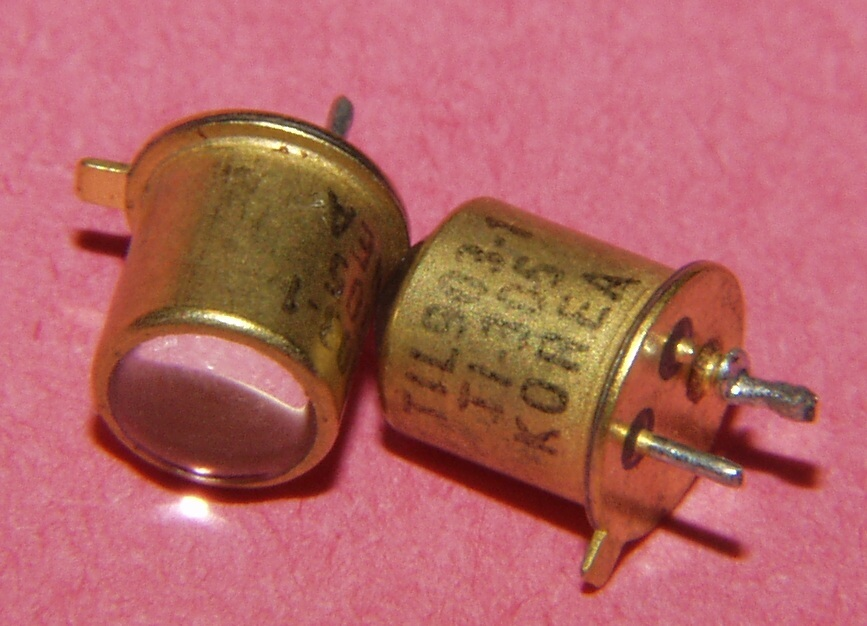
光電晶體常會用來驅動HVDC的電路

電氣隔離（Galvanic isolation）是指在電路中避免電流直接從某一區域流到另外一區域的方式，也就是在兩個區域間不建立電流直接流動的路徑。雖然電流無法直接流過，但能量或是資訊仍可以經由其他方式傳遞，例如電容、电磁感应或電磁波，或是利用光學、聲學或是機械的方式進行。
電氣隔離常用在二個電路的接地在不同電勢，但彼此需要交換資訊或是能量的場合。電氣隔離因為讓二個電路可以不共用接地導體，可以避免不想要的電流在二個電路之間流動，也就切斷了接地迴路。電氣隔離也用在電氣安全上，避免意外產生的電流流到人員身上，因而造成觸電。

## 方式

### 變壓器
變壓器靠磁通量互相耦合，一次側和二次側的線圈之間沒有導體使電流可以直接流過（自耦變壓器的一次側和二次側是相連的，因此沒有電氣隔離的功能），依照工業標準，二個線圈之間的電壓差可以高達數千伏特（隔離電壓），而不會有絕緣破壞的情形。磁放大器也是依類似的原理運作。變壓器一般會用來改變交流電壓的大小，而匜數比1:1的隔離變壓器則用在安全相關的應用上。
若二個電氣系統有共同的地點，這二個電氣系統之間就沒有電氣隔離。共同地點一般來說不會（也不應該）連接到機能性的端子上，不過常常會連接到端子上。因此隔離變壓器不會提供GND/earth的端子。

### 光電耦合元件
光電耦合元件利用光（或是紅外線）來傳遞資訊。傳收端（光源）及接收端（光感測器）在電氣上是不相連的，一般會放在一個透明、絕緣的塑膠基材中。

### 機械式
繼電器是用較小電流來控制較大電流的開關，小電流部份的電路通路時會啟動電磁鐵，使大電流部份電路電導通或是斷開，二部份的電路也是隔離的，一般而言繼電器的輸出端允許電流較光電耦合元件要大，但其反應時間比較慢。
接觸器的原理和繼電器類似，而大電流（某些型別可達800安培）部份一般會有多組接點，可以控制交流與直流主迴路，一般會連接電器或是馬達等大型設備。

### 電容器
電容器可以允許交流電通過，但是會阻隔直流電，因此可以在不同直流電壓的電路中傳遞交流信號，不過若電壓差過大，電容器也可能會失效，變成二端直接短路的情形。

### 霍尔效应
霍尔效应传感器透過電感器，將磁場變化的資訊傳換為電壓。光電耦合元件中的光源壽命是有限的，而霍尔效应传感器無此問題，霍尔效应传感器也不用像變壓器一樣要考慮直流電壓平衡的問題。

### 磁致电阻
磁耦合器（Magnetocouplers）利用了巨磁阻效应（GMR）將交流訊號轉換為直流訊號。

## 應用
光電耦合元件常用來將控制電路和輸電網路或是其他高電壓電路隔離，原因可能是因為安全或是保護設備。例如功率半導體多半是用低壓的電路來控制，並透過光電耦合元件來驅動功率半導體，因此低壓電路可以和功率半導體的輸出隔離。
使用变压器隔离电源和设备可以提昇設備的安全性。如果将电源连接到變壓器的一个端口，而用电设备位于其另一个端口，那么设备的电压参考点（通常是设备外壳）的电压就会浮动到和人体电压相当的安全电压，这种情况下人員碰到設備後，不會有電流經由人體流到大地，从而避免漏电以及触电。例如電動剃鬚刀和手机等低压电器專用的插頭装有隔離變壓器，即使電鬍刀掉到水中或人直接接触手机的电路（通过与手机内电路相连的金属外壳），人也不會接触到接近于市电电压的危险电压。